# Anton Dorfmeister
Anton „Toni“ Dorfmeister (* 21. Januar 1912 in Henndorf, Komitat Eisenburg/Vas; † 3. Februar 1945 in Cilli, Untersteiermark) war ein österreichischer Politiker (NSDAP). Als Landrat des Landkreises Cilli/Celje und Kreisführer des Steirischen Heimatbundes war er maßgeblich beteiligt an der NS-Rassen- und Volkstumspolitik in dieser untersteirischen Region.

## Leben und Wirken

### Kindheit und Jugend
Dorfmeister wurde in Henndorf/Ercsenye im westungarischen Bezirk St. Gotthard/Szentgotthárd geboren und wuchs im benachbarten 
Wallendorf/Lapincsolaszi auf, wo sein Vater als Oberlehrer tätig war. Diese Region zwischen 
Lafnitz und Raab, an der deutsch-ungarisch-slowenischen Sprachgrenze gelegen, wurde im Dezember 1921 dem Jennersdorfer Bezirk des neugeschaffenen Burgenlandes angegliedert.
Dorfmeister verschrieb sich frühzeitig der NS-Bewegung und war Mitbegründer der ersten Hitlerjugend-Gruppe im Burgenland. Vom Juni 1932 an war er Presse- und Propagandaleiter der NSDAP im Bezirk Jennersdorf. Zum 10. Juli 1932 trat er der NSDAP bei (Mitgliedsnummer 1.207.404). Während seines Studiums an der Universität Wien gehörte er dem NSD-Studentenbund an und betätigte sich für diesen als Schulungsleiter. 
Nach dem Parteiverbot vom 19. Juni 1933 arbeitete Dorfmeister in der Illegalität weiter und nahm 1934 aktiv am Juli-Putsch teil. Um einer drohenden Verhaftung zu entgehen, flüchtete er ins Deutsche Reich und übernahm dort bei der Reichsjugendführung ab 1935 die Leitung der Grenz- und Auslandsabteilung.

### Nach dem Anschluss
Nach dem Anschluss Österreichs folgte Dorfmeister dem Ruf des steirischen Gauleiters Sigfried Uiberreither und wurde von ihm mit der Zusammenfassung und Gleichschaltung der gesamten Volkstumsarbeit im Gau Steiermark und der Leitung des Südostdeutschen Instituts in Graz beauftragt. Zusätzlich führte er die Dienststelle Ribbentrop im Gau Steiermark, war Gauverbandsleiter im Volksbund für das Deutschtum im Ausland (VDA) und wirkte als Volkstumsreferent im Reichspropagandaamt Steiermark. Im Jahre 1939 wurde er Führer des neu geschaffenen Gaugrenzlandamtes und leitete später die Volksdeutsche Mittelstelle (VoMi) in Graz.
Nachdem Dorfmeister 1940 bei einer Waffen-SS-Division seinen Militärdienst absolviert hatte und als SS-Rottenführer wieder nach Graz zurückgekehrt war, übernahm er zu Beginn des Jahres 1941 im Auftrag des Auswärtigen Amtes als Volkstumsreferent bei der deutschen Gesandtschaft Aufgaben in der ungarischen Hauptstadt Budapest.

### In der Untersteiermark
Nach der Okkupation der Untersteiermark im April 1941 stellte der steirische Gauleiter Uiberreither als Chef der Zivilverwaltung (CdZ) seinen Einsatzstab zusammen. Dazu setzte er für die Verwaltung und Neuordnung der bestehenden zwölf Land- und drei Stadtbezirke je einen politischen Kommissar ein. Dorfmeister bekam am 14. April 1941 als politischer Kommissar den Stadtbezirk Cilli/Celje zugewiesen und wurde am 10. Mai 1941 zusätzlich zum Kreisführer des Steirischen Heimatbundes ernannt. Nach der Neugliederung der untersteirischen Verwaltungsbezirke wurde dann sein Amtsbereich am 1. Juli 1941 auf den neu geschaffenen Landkreis Cilli erweitert.
Der Landkreis Cilli war flächen- und bevölkerungsmäßig der größte untersteirische Verwaltungsbezirk und hatte zum 31. Oktober 1941 bei einer Bodenfläche von 1812 km² 143.410 Einwohner, die sich auf 32.276 Haushalte in 33 Gemeinden verteilten. Davon entfielen auf die Stadtgemeinde Cilli 18.190 Einwohner und 4598 Haushalte. 
Der Aufgabenbereich Dorfmeisters, der den Kreises Cilli zunächst als politischer Kommissar, dann ab Januar 1942 als Landrat führte, war sehr umfangreich und komplex. Sein Zuständigkeitsbereich erstreckte sich insbesondere auf die beiden Ämter:
- Reichsverwaltung mit den sechs Teilbereichen: 1. politische, allgemein innere und Polizeiangelegenheiten sowie Aufsicht über die Gemeinden, 2. wirtschaftliche Angelegenheiten, 3. Kreisgendarmerieleitung 4. Gesundheitsabteilung, 5. Veterinärwesen, 6. Kreisschulbehörde.
- Kreisverwaltung mit den zwei Teilbereichen: 1. allgemeine und finanzielle Fragen sowie Versorgungsaufgaben, 2. Kriegswirtschaftsfragen.

Von Anbeginn an wurde jedoch Dorfmeisters gesamtes Wirken durch die vorgegebene Volkstumspolitik bestimmt, deren Endziel es war, eine vollständige Eindeutschung und Nazifizierung der Bevölkerung in den besetzten Gebieten durchzusetzen. Dazu gehörten vordringlich: Deportation der nationalbewussten Slowenen und Regimegegner, Aussiedlung aller seit 1918 Zugewanderten, Auflösung aller slowenischen Organisationen und Einziehung ihres Vermögens sowie die Entfernung slowenischer Aufschriften.
Bereits am 16. April 1941 kam es zu den ersten massenhaften Verhaftungen und am 29. April 1941 berichtete Dorfmeister bei einer Arbeitsbesprechung:
„Von der Verhaftungsaktion wurden in Cilli-Stadt rund 300, in Cilli-Land ca. 250 Personen erfasst. Von 33 festgesetzten Geistlichen wurde einer zur Aufrechterhaltung der notwendigsten seelsorgerischen Tätigkeiten wieder entlassen (trifft für Cilli-Stadt zu). Auf dem Lande wurde ungefähr die gleiche Zahl Geistlicher festgenommen und nur die Betagten in Freiheit belassen. Erfasst wurden rund 3.700 sogenannte Tschitschen.“
Im Mai 1941 waren schon mehr als 700 Personen in Cilli eingekerkert und warteten auf ihre Abschiebung. Interniert wurden sie hauptsächlich im konfiszierten und umfunktionierten Kapuzinerkloster sowie im „altn Häfn“ (alter Topf, slowenisch Stari pisker), dem Stadtgefängnis. Am 7. Juni 1941 rollte bereits der erste Deportationszug mit 300 Vertriebenen über Cilli nach Arandjelovac in Serbien. Zwei Tage später am 9. Juni 1941 wurden 357 Patienten aus der Nervenklinik von Neucilli/Novo Celje abgeholt und nach Feldhof bei Graz überstellt. Von dort wurden die meisten Patienten dann zur „Spezialbehandlung“ nach Hartheim bei Linz weitertransportiert.

### Widerstand und Vergeltungsmaßnahmen
Mit der Gründung des Kreis- und Stadtkomitees der Osvobodilna Fronta (Befreiungsfront), der OF-Celje am 6. Juli 1941 formierte sich der slowenische Widerstand gegen die deutsche Besatzungsmacht. Vierzehn Tage später am 20. Juli 1941 entstand dann mit der Celjska četa (Cillier Truppe), der erste Partisanenverband im Landkreis.
Nun erfolgten die ersten Sabotageanschläge, Überfälle, und Versorgungsdiebstähle, außerdem wurden die Bauern gezwungen, die Untergrundkämpfer zu unterstützen, taten sie das nicht, drohte Erschießen oder das Niederbrennen ihre Höfe. Ebenso brutal waren aber auch die deutschen Vergeltungsmaßnahmen. Die „Spirale der Gewalt“ begann sich zu drehen.
Am 4. September 1941 fand im Cillier Gefängnishof die erste Gruppenhinrichtung statt, dabei wurden zehn Geiseln als Vergeltung für einen Partisanenüberfall erschossen. Am 26. Oktober 1941 verübte ein Partisanentrupp auf das Landschloss Straußenegg/Štrovsenek bei Fraßlau/Braslovče einen Überfall, dabei wurden der Gutsbesitzer Ivan Čmak, seine Gattin Štefanij sowie der Gärtner Johan Bobek als Geiseln verschleppt und im angrenzenden Waldgebirge des Tschrett/Čret liquidiert.
Aus den erhaltenen Aktenvermerken der Stabsbesprechungen der NS-Zivilverwaltung, die damals im vierzehntäglichen bis dreiwöchentlichen Turnus stattfanden, ist ersichtlich, dass Dorfmeister über alle Vorgänge in seinem Landkreis stets gut informiert und an den Repressalien und Verbrechen gegenüber der Widerstandsbewegung und der Bevölkerung maßgeblich beteiligt war. Bei der Stabsbesprechung am 29. Juni 1942, erstattete Dorfmeister folgenden Lagebericht:
„Im Kreis Cilli haben im Berichtszeitraum 105 Erschießungen und 362 Verhaftungen stattgefunden. Im Kampf fielen 16 Banditen, auf unserer Seite gab es glücklicherweise nur Verletzte. Der Kommandeur der Sicherheitspolizei wird im Laufe der nächsten 14 Tage das Gefängnis in Cilli räumen. Es werden die Insassen teils in andere Gefängnisse überstellt, teils erschossen. Damit wird der nötige Raum geschaffen sein, um eine neuerliche Großaktion durchzuführen. Es sind Unterlagen vorhanden um zur Verhaftung von weiteren 300 – 500 Personen schreiten zu können.“
Diese Ankündigung wurde alsbald brutal umgesetzt: Ohne irgendwelche Gerichtsurteile verloren am 7. Juli 1942 bei einer Gruppenexekution im Gefängnishof des Stari pisker 37 Inhaftierte ihr Leben, kurz darauf am 22. Juli weitere 100 Personen, darunter etliche Frauen und am 30. Juli wurden abermals 70 Geiseln erschossen. Bei den Erschießungen am 22. Juli fotografierte einer der Gestapoleute heimlich den Ablauf.

### Tod
Auf der Heimfahrt von einer Dienstbesprechung schloss sich Dorfmeister am Morgen des 2. Februar 1945 in Gonobitz/Slovenske Konjice einer Lastkraftwagenkolonne des 14. SS-Polizeiregiments an, die ebenfalls auf dem Weg nach Cilli unterwegs war. Dorfmeisters Wagen, der von seinem Chauffeur gelenkt wurde, fuhr in der Mitte der mit Kriegsmaterial und Munition beladenen Wagenkolonne. In einer einsamen Talenge etwa 3 km nordöstlich von Sternstein/Stražica (seit 1955 Frankolovo), wurde der Konvoi von Partisanen angegriffen und beschossen. Dabei wurde auch Dorfmeister von Kugeln getroffen und schwer verwundet. Seinem nur leicht verletzten Fahrer gelang es, mit dem Wagen zu fliehen und Dorfmeister ins Cillier Krankenhaus zu bringen. Dort verstarb er am Samstag, den 3. Februar 1945 an seiner schweren Kopfverletzung.
Am 5. Februar 1945 wurde Dorfmeister auf dem Friedhof der Stadt Cilli bestattet. An den pompösen Trauerfeierlichkeiten, nahm neben der Bevölkerung und Abordnungen von Militär, Polizei und Wehrmannschaft, auch ein Großteil der örtlichen NS-Prominenz teil. Gauleiter und Reichsstatthalter Sigfried Uiberreither beendete seine markige Rede mit den Worten: „Er hat ein Leben aller Ehren wert gelebt.“
Der ebenfalls an der Beerdigung teilnehmende, Höhere SS- und Polizeiführer im Wehrkreis XVIII, SS-Obergruppenführer und General der Waffen-SS, Erwin Rösener veranlasste dann, dass als „Vergeltung“ für Dorfmeisters Tod, am 12. Februar 1945 am Ort des Attentats einhundert Geiseln erhängt wurden. Dieses brutale Verbrechen, knapp drei Monate vor Kriegsende, ging als Massaker von Frankolovo in die Geschichte ein.

## Auszeichnungen
- Kriegsverdienstkreuz (1939) I. Klasse mit Schwertern
- Goldenes Ehrenzeichen der Hitler-Jugend
- Silberne Ehrennadel des NSD-Studentenbundes